# Elaphoglossum caudulatum
Elaphoglossum caudulatum là một loài dương xỉ trong họ Dryopteridaceae. Loài này được Mickel mô tả khoa học đầu tiên năm 1993.
Danh pháp khoa học của loài này chưa được làm sáng tỏ. 